# 葉室長顕
葉室定藤（はむろ ながあき、元応3年（1321年） - 明徳元年（1390年）2月21日）は、鎌倉時代後期から南北朝時代にかけての公卿。

## 官歴
- 元徳2年（1330年）：出雲権守
- 元徳3年（1331年）：兵部権少輔、従五位上、中宮権大進、兵部権少輔
- 元弘4年（1331年）：春宮権大進
- 建武3年（1336年）：正五位下、右衛門権佐、春宮大進
- 暦応2年（1339年）：権右少弁
- 暦応4年（1341年）：左少弁
- 康永4年（1345年）：右中弁、従四位下
- 貞和2年（1346年）：従四位上
- 貞和3年（1347年）：春宮亮、蔵人頭、左中弁
- 貞和4年（1348年）：右大弁、正四位上、治部卿、参議
- 貞和5年（1349年）：備前権守、従三位
- 文和3年（1354年）：越後権守
- 文和4年（1355年）：権中納言
- 延文4年（1359年）：従二位
- 康安2年（1362年）：正二位
- 応安8年（1375年）：権大納言

## 系譜
- 父：葉室長隆
- 兄：葉室長光
- 弟：葉室長藤
- 子：葉室宗顕